# Peter Oskar Hildebrandt
Peter Oskar Hildebrandt (* 23. Juni 1902 in Aachen; † 28. August 1937 in Münstermaifeld) war ein deutscher nationalsozialistischer Journalist und Kommunalpolitiker.

## Leben
Peter Oskar Hildebrandt wurde 1902 als Sohn eines Gastwirts in Aachen geboren. Nach dem Besuch des dortigen Realgymnasiums legte er 1917 in Gießen das Einjährig-Freiwilligen-Zeugnis ab. Ab 1920 arbeitete er für die Stadt Aachen, zunächst als Bürohilfsarbeiter, dann als Beamter. Dort stieg er in den Mittleren Dienst auf. Zuletzt arbeitete er beim Wasserwerk des Landkreises.
1928 bis 1930 versuchte er sich als freier Journalist und schrieb Artikel für den Völkischen Beobachter und Den Angriff. Zum 1. Oktober 1930 trat er der NSDAP (Mitgliedsnummer 321.884) und der SA bei. Er wurde 1930 Redakteur (Schriftleiter) des Westdeutschen Beobachters und wechselte dann am 1. März 1931 zum Koblenzer Nationalblatt, bei dem er vom 1. Oktober 1931 bis zum 31. Mai 1933 Chefredakteur (Hauptschriftleiter) wurde.
Anschließend wurde er kommissarischer Leiter des Gaupresseamts im Gau Koblenz-Trier; danach war er vom 1. Juni bis zum 15. November 1933 stellvertretender Leiter. Am 18. November 1933 wurde er zum Amtsbürgermeister von Münstermaifeld ernannt. Ab 1934 war er auch der dortige Ortsgruppenleiter der NSDAP und zugleich Kreisschulungsleiter und stellvertretender Kreisleiter von Mayen. Diese Ämter hatte er bis zu seinem Tode am 28. August 1937 inne. Er starb an den Folgen einer Gehirnblutung, die einen Tag vorher während einer Rede in Kattenes aufgetreten war.
Während seiner Amtszeit wurde Hildebrandt zweimal angeklagt, zum einen wegen fortgesetzter Untreue, diese endete jedoch in einem Freispruch. Sein zweites Vergehen war eine tätliche Auseinandersetzung in Koblenz, die mit einer Disziplinarstrafe und einer Verwarnung geahndet wurde.